# Kazuo Echigo
Kazuo Echigo, född 28 december 1965 i Mie prefektur, Japan, är en japansk tidigare fotbollsspelare.